# عقوبة الإعدام حسب الدولة
فيما يلي ملخص استخدام عقوبة الإعدام حسب الدولة.

## نظرة عامة عالمية

البلدان المبقية على عقوبة الإعدام: 58
البلدان التي ألغت عقوبة الإعدام (لم تنفذ أي شخص خلال السنوات العشر الأخيرة، ويعتقد أن لديها سياسة أو ممارسة ثابتة لعدم تنفيذ عمليات الإعدام): 28
البلدان التي ألغت عقوبة الإعدام باستثناء الجرائم المرتكبة في ظروف استثنائية (مثل الجرائم المرتكبة في زمن الحرب): 7
البلدان التي ألغت عقوبة الإعدام: 103

من الناحية التاريخية، استخدمت عقوبة الإعدام في كل جزء تقريبا من العالم. وفي الوقت الراهن، ألغت الغالبية العظمى من البلدان هذه الممارسة أو أوقفتها. الولايات المتحدة هي الأكثر استخداماً عقوبة الإعدام. وينقسم استخدام عقوبة الإعدام عادة إلى الفئات الأربع المبينة أدناه. اعتبارا من 11 نيسان / أبريل 2017، من بين الدول المستقلة البالغ عددها 195 دولة التي هي الدول الأعضاء في الأمم المتحدة أو لديها مراقبون في الجمعية العامة للأمم المتحدة:
- 58 أبقت عليها كقانون وممارسة.
- 28 ألغيت وفقا لمعايير منظمة العفو الدولية، بأنهم لم يعدموا أي شخص خلال السنوات العشر الأخيرة و  أن يكون لها سياسة أو ممارسة راسخة بعدم تنفيذ عمليات الإعدام.[8]
- 7 ألغتها، ولكن الاحتفاظ بها لظروف استثنائية أو خاصة (مثل الجرائم المرتكبة في زمن الحرب).
- 103 ألغتها على جميع الجرائم.

إلغاء كامل لعقوبة الإعدام مؤخرا 
(2015) وسورينام (2015) وناورو (2016) وبنين (2016)، منغوليا (2017).
القاصرين: منذ عام 2009، أعدمت إيران والسعودية المجرمين الذين تقل أعمارهم عن 18 عاما (أو 21 عاما) وقت ارتكاب الجريمة.
الإعدام العام: في عام 2013، نفذت إيران، وكوريا الشمالية، والمملكة العربية السعودية، والصومال الإعدام العام.
الإعدام خارج نطاق القضاء: في بعض البلدان تحدث ممارسة الإعدام خارج الاطار القانوني الرسمي للقضاء بشكل متقطع أو منهجي.

### أوروبا وأمريكا الشمالية
ومن بين البلدان الصناعية، لا تزال أربعة بلدان فقط تطبق عقوبة الإعدام: الولايات المتحدة الأمريكية، اليابان، سنغافورة وتايوان.
ويحتفظ الاتحاد الأوروبي بموقف قوي من عقوبة الإعدام؛ فإن إلغائه هو هدف رئيسي لسياسة الاتحاد في مجال حقوق الإنسان. كما أن الإلغاء هو شرط مسبق لدخول الاتحاد. وفي أوروبا، لا تزال عقوبة الإعدام في بيلاروس ودونيتسك تستخدم.

### روسيا والجمهوريات السوفياتية السابقة
في روسيا يحتفظ بعقوبة الإعدام في القانون، ولكن هناك وقف اختياري. وكانت اخر عملية اعدام على الأراضي الروسية في الشيشان في عام 1999.
ومن بين الجمهوريات السوفياتية السابقة الأخرى، التي لم تلغ العقوبة: بيلاروس وكازاخستان وطاجيكستان.

### آسيا والمحيط الهادئ
وتجري معظم عمليات الإعدام في جميع أنحاء العالم في آسيا. الصين هو البلد الأكثر نشاطا في عقوبة الإعدام في العالم. في كوريا الشمالية، فإن الدكتاتور، كيم جونغ أون يستخدم باستمرار عقوبة الإعدام ضد خصومه. في الدول الإسلامية مثل إيران والسعودية، فإن أعداد الإعدامات مرتفعة جدا. واليابان، وسنغافورة، وكوريا الجنوبية، وتايوان تنتمي إلى الدول الصناعية القليلة التي لديها عقوبة الإعدام (كوريا الجنوبية لديها وقف اختياري). وفي عام 2017 ألغت منغوليا عقوبة الإعدام، ولكن بعض البلدان تشهد عودة إلى هذه الممارسة؛ في الفلبين، الرئيس رودريغو دوتيرت يريد استعادة عمليات الإعدام، ووعد الرئيس التركي رجب أردوغان بذلك بعد الاستفتاء الدستوري لعام 2017. الهند تنفذ المجرمين فقط في الحالات القصوى. ولم يتم تنفيذ سوى 26 حالة إعدام في الهند منذ عام 1991.

### إفريقيا
وفي أفريقيا، هناك عدة بلدان تستخدم عقوبة الإعدام. ألغت تشاد عقوبة الإعدام في عام 2014، لكنها أعادت تقديمها لأعمال الإرهاب في عام 2015. وتعتبر بوتسوانا ونيجيريا مثالين على البلدان التي لا تزال تعدم الشعب. وفي الآونة الأخيرة، ألغت بنين عقوبة الإعدام في عام 2016.

### الكاريبي، وأمريكا الوسطى والجنوبية
وفي بلدان الكاريبي، توجد عقوبة الإعدام على الأقل «بحكم القانون» (باستثناء الجمهورية الدومينيكية وهايتي، التي ألغتها في عامي 1966 و 1987 على التوالي؛ في عام 2008، سانت كيتس ونيفيس قام بشنق قاتل وأصبحا البلد الأمريكي الوحيد غير الولايات المتحدة الأمريكية لاستخدام عقوبة الإعدام في السنوات العشر الماضية).

### أرقام الإعدام في عام 2016
ووفقا ل  منظمة العفو الدولية  ، فإن 23 دولة نفذت حكم الإعدام في حوالي 1032 شخص في عام 2016:
أفريقيا (6 بلدان):  'بوتسوانا (1) ومصر (44+) ونيجيريا (3) والصومال (14) [بونتلاند 1 وصوماليلاند 6 والحكومة الاتحادية للصومال 7] وجنوب السودان (عدد غير معروف)، السودان (3)
- 'الأمريكتان (بلد واحد):'  الولايات المتحدة الأمريكية (20)
- آسيا والمحيط الهادئ (15 بلدا): 'أفغانستان' (6) وبنغلاديش (10) والصين (عدد غير معروف) وإندونيسيا (4) وإيران (567+) والعراق (88+) واليابان 3)، ماليزيا (9)، كوريا الشمالية (عدد غير معروف)، باكستان (87+)، دولة فلسطين (3 [سلطات حماس، غزة])، السعودية (154+)، سنغافورة (4)، فيتنام (عدد غير معروف)
- 'أوروبا (بلد واحد):'  بيلاروسيا (4+)

وبالنسبة للصين وكوريا الشمالية وجنوب السودان وفيتنام، لا توجد أرقام دقيقة متاحة. سوريا يزعم أنها تجري عددا كبيرا من عمليات الإعدام سرا، ولكن العدد غير معروف.
وللمرة الأولى منذ عام 2006، لم تكن الولايات المتحدة الأمريكية (20 عملية إعدام) من بين أكبر خمسة منفذين (في عام 2016: الصين وإيران والمملكة العربية السعودية والعراق وباكستان - وباستثناء الصين، حدثت 87٪ من عمليات الإعدام في أربعة بلدان فقط).

## عقوبة الإعدام من قبل القارات

### افريقيا
ومن بين 54 دولة مستقلة في أفريقيا أعضاء في الأمم المتحدة:
- 16 (30٪) يحافظون على عقوبة الإعدام في كل من القانون والممارسة.
- 1 (2٪) يحتفظ به للجرائم المرتكبة في ظروف استثنائية (كما هو الحال وقت الحرب).
- 18 (33٪) یسمحون باستخدامھا للجرائم العادیة، ولکنھم لم یستخدمواھا لمدة 10 سنوات علی الأقل، و "یعتقد أن لدیھم سیاسة أو ممارسة ثابتة لعدم تنفيذ إعدامات، أو یخضعون لوقف مؤقت.
- 19 (35٪) ألغوا ذلك.

ولم تنفذ العديد من البلدان الأفريقية أي عمليات إعدام منذ أكثر من 10 سنوات، ولكن لا يعتقد أن لديها سياسة إلغائية أو ممارسة قائمة.
المعلومات الواردة أعلاه دقيقة حتى عام 2016، عندما ألغت بنين عقوبة الإعدام. وقد ألغت تشاد عقوبة الإعدام في عام 2014، ولكنها أعادت ممارستها في حالات الإرهاب في عام 2015.
- في عام 2016، كانت مصر القائدة الرائدة في أفريقيا. وفي هذا القرن ألغت البلدان الأفريقية التالية عقوبة الإعدام؛ ساحل العاج (2000) والسنغال (2004) ورواندا (2007) وبوروندي (2009) وتوغو (2009) وغابون (2010) والكونغو (2015) ومدغشقر (2015) وبنن (2016).

عمليات الإعدام في أفريقيا في عام 2016: مصر (44+) وبوتسوانا (1) والصومال (14) والسودان (3) وجنوب السودان (عدد غير معروف) ونيجيريا (3) وليبيا (6)
| البلد                       | تاريخ آخر إعدام            | إعدامات 2016  | سنة الإلغاء                 | ملاحظات |
| --------------------------- | -------------------------- | ------------- | --------------------------- | --- |
| الجزائر                     | 1993                       |               | غ/م                         | [ 14 ] [ 15 ] |
| أنغولا                      | *ليس قبل الاستقلال في 1975 |               | 1992                        | ألغيت في عام 1992 من قبل الدستور |
| بنين                        | 1987                       |               | 2016                        | [ 16 ] |
| بوتسوانا                    | 2016                       | 1             | غ/م                         | عقوبة الإعدام شنقاً علي جرائم القتل؛ التجسس؛ الخيانة؛ محاولة الإعتداء على حياة رئيس الدولة؛ التمرد؛ والهروب في مواجهة العدو. |
| بوركينا فاسو                | 1988                       |               | غ/م                         | [ 18 ] [ 19 ] [ 20 ] |
| بوروندي                     | 2000                       |               | 2009                        | [ 23 ] |
| الكاميرون                   | 1997                       |               | غ/م                         | [ 25 ] [ 26 ] [ 27 ] [ 28 ] |
| الرأس الأخضر                | ليس قبل الاستقلال في 1975  |               | 1981                        | آخر عملية إعدام عندما كانت مستعمرة من البرتغال 1835. ألغيت في عام 1981 من قبل الدستور. |
| جمهورية إفريقيا الوسطى      | 1981                       |               | غ/م                         | [ 29 ] [ 30 ] |
| تشاد                        | 2015                       |               | غ/م                         | [ 33 ] [ 34 ] |
| جزر القمر                   | 1997                       |               | غ/م                         | إطلاق النار. عقوبة الإعدام للقتل العمد. |
| الكونغو                     | 1982                       |               | 2015                        | تم إلغاء عقوبة الإعدام نوفمبر 2015 حسب الدستور. |
| جمهورية الكونغو الديمقراطية | 2003                       |               | غ/م                         | [ 39 ] |
| جيبوتي                      | ليس قبل الاستقلال في 1977  |               | 1995                        | |
| مصر                         | 2017                       | 44+           | غ/م                         | [ 41 ] |
| غينيا الاستوائية            | 2014                       |               | غ/م                         | [ 43 ] |
| إرتريا                      | ليس قبل الاستقلال في 1993  |               | غ/م                         | [ 44 ] |
| إثيوبيا                     | 2007                       |               | غ/م                         | [ 46 ] |
| الغابون                     | 1981                       |               | 2010                        | ألغيت في شباط / فبراير 2010 |
| غامبيا                      | 2012                       |               | غ/م                         | ألغيت عقوبة الإعدام في عام 1993 ولكن أعيدت إلى المجلس الحاكم المؤقت للقوات المسلحة في آب / أغسطس 1995 (د) في شباط / فبراير 2010 |
| غانا                        | 1993                       |               | غ/م                         | [ 51 ] |
| غينيا                       | 2001                       |               | 2016 (مدنيين) غ/م (عسكريين) | ألغى عام 2016 على الجرائم العادية، ولا يزال يحتفظ "بجرائم استثنائية بما في ذلك الخيانة، والهروب من وجود العدو، والاستسلام، وتدمير السفن / الطائرات والثورات في أوقات الحرب أو حالة الطوارئ". |
| غينيا بيساو                 | 1986                       |               | 1993                        | ألغيت عام 1993 بموجب الدستور. |
| ساحل العاج                  | ليس قبل الاستقلال في 1960  |               | 2000                        | |
| كينيا                       | 1987                       |               | غ/م                         | وفي 3 آب / أغسطس 2009، تم تخفيف أحكام الإعدام على جميع السجناء المحكوم عليهم بالإعدام وعددهم 000 4 سجين إلى السجن المؤبد، وأمرت الحكومات بإجراء دراسات لتحديد ما إذا كان لعقوبة الإعدام أي أثر على الجريمة.                                                                                          |
| ليسوتو                      | 1995                       |               | غ/م                         | [ 57 ] |
| ليبيريا                     | 2000                       |               | غ/م                         | [ 59 ] [ 60 ] [ 61 ] |
| ليبيا                       | 2017                       | 6             | غ/م                         | [ 63 ] [ 64 ] |
| مدغشقر                      | 1958                       |               | 2015                        | ألغيت 10 كانون الأول / ديسمبر 2014 |
| ملاوي                       | 1992                       |               | غ/م                         | تم استخدام الشنق كوسيلة للإعدام |
| مالي                        | 1980                       |               | غ/م                         | |
| موريتانيا                   | 1987                       |               | غ/م                         | . |
| موريشيوس                    | 1987                       |               | 1995                        | |
| المغرب                      | 1993                       |               | غ/م                         | [ 72 ] [ 73 ] |
| موزمبيق                     | 1986                       |               | 1990                        | ألغيت في تشرين الثاني / نوفمبر 1990 بموجب الدستور |
| ناميبيا                     | ليس قبل الاستقلال في 1990  |               | 1990                        | |
| النيجر                      | 1976                       |               | غ/م                         | |
| نيجيريا                     | 2016                       | 3             | غ/م                         | [ 75 ] [ 76 ] |
| رواندا                      | 1998                       |               | 2007                        | وبما أن بعض مرتكبي الإبادة الجماعية الرواندية فروا إلى البلدان التي ترفض تسليم المشتبه فيهم إلى بلدان تستخدم عقوبة الإعدام، صوت البرلمان الرواندي على إلغاء عقوبة الإعدام في عام 2007. |
| ساو تومي وبرينسيب           | ليس قبل الاستقلال في 1975  |               | 1990                        | ألغيت أيلول / سبتمبر 1990 بموجب الدستور |
| السنغال                     | 1967                       |               | 2004                        | |
| سيشل                        | ليس قبل الاستقلال في 1976  |               | 1993                        | ألغيت في حزيران / يونيه 1993 بموجب الدستور |
| سيراليون                    | 1998                       |               | غ/م                         | [ 78 ] |
| الصومال                     | 2017                       | 14            | غ/م                         | شنقا، وإطلاق النار فرقة أو الرجم. والصومال هي الدولة الأفريقية الوحيدة التي تنفذ عمليات إعدام علنية. وقد سمحت قوانين الحكومة الاتحادية الانتقالية بالتنفيذ (في المنطقة المحدودة من البلد التي كانت تسيطر عليها) من أجل القتل والإرهاب والخيانة والتجسس وبعض الجرائم العسكرية والتجديف والردة والزنا. |
| جنوب أفريقيا                | 1989                       |               | 1995                        | في 25 أيار / مايو 2005، أمرت المحكمة الدستورية بإلغاء جميع أحكام الإعدام المتبقية في البلد وسجن السجناء في أقرب وقت ممكن. |
| جنوب السودان                | 2016                       | عدد غير معروف | غ/م                         | [ 83 ] |
| السودان                     | 2016                       | 3             | غ/م                         | . |
| سوازيلاند                   | 1983                       |               | غ/م                         | [ 89 ] |
| تنزانيا                     | 1994                       |               | غ/م                         | عقوبة الإعدام علي جريمة القتل والخيانة |
| توغو                        | 1978                       |               | 2009                        | |
| تونس                        | 1991                       |               | غ/م                         | [ 92 ] |
| أوغندا                      | 2005                       |               | غ/م                         | وفي عام 2009، أيدت المحكمة العليا قرارا أصدرته المحكمة الدستورية في عام 2005 مفاده أنه على الرغم من أن عقوبة الإعدام كانت دستورية، فإن استخدامه كعقوبة إلزامية على جرائم معينة لم يكن كذلك. |
| زامبيا                      | 1997                       |               | غ/م                         | عقوبة الإعدام في جريمة القتل؛ السطو المشدد؛ الخيانة العظمى. وذكر الرئيس ليفى مواناواسا في عام 2004 أنه "طالما بقيت رئيسا، لن أنفذ مذكرة بالقتل". |
| زيمبابوي                    | 2005                       |               | غ/م                         | . |

### الأمريكتان
ومن بين ال 35 دولة المستقلة في الأمريكتين التي هي أعضاء في الأمم المتحدة:
- 14 (40٪) دولة تحافظ على عقوبة الإعدام في كل من القانون والممارسة.
- 4 (11٪) دول تلجأ للإعدام عقوبة للجرائم المرتكبة في ظروف استثنائية (كما هو الحال وقت الحرب).
- 1 (3٪) دولة واحدة تسمح باستخدامه بالنسبة للجرائم العادية، ولكنها لم تستخدم لمدة 10 سنوات على الأقل 'و' 'يعتقد أن لديها سياسة أو ممارسة تقضي بعدم تنفيذ عمليات إعدام، أو أنها تحت وقفا.
- 16 (46٪) دولة ألغت عقوبة الإعدام.

ونفذت العديد من بلدان البحر الكاريبي من أي حكم بالإعدام لأكثر من 10 سنوات، ولكن لا يعتقد أن يكون لها سياسة إلغاء عقوبة الإعدام أو ممارسة المتبعة.
عمليات الإعدام في الأمريكتين في عام 2016: الولايات المتحدة (20).
| البلد                   | تاريخ آخر إعدام                 | الإعدامات عام 2016 | تاريخ الإلغاء                    | ملاحظات |
| ----------------------- | ------------------------------- | ------------------ | -------------------------------- | --- |
| أنتيغوا وباربودا        | 1991                            |                    | غ/م                              | في الوقت الراهن، لا يوجد أي فرد تحت عقوبة الإعدام، حيث تم تخفيف آخر حكم بالإعدام في البلد في عام 2016 في الوقت الراهن، لا يوجد أي فرد يقع تحت عقوبة الإعدام، حيث تم تخفيف آخر حكم بالإعدام في البلد في عام 2016. |
| الأرجنتين               | 1956                            |                    | 1984 (المدنيين) 2009 (العسكريين) | [ 101 ] [ 102 ] [ 103 ] [ 104 ] [ 104 ] [ 102 ] [ 105 ] [ 106 ] |
| باهاماس                 | 2000                            |                    | غ/م                              | لا يوجد حاليا أي فرد يقع تحت عقوبة الإعدام، حيث تم تخفيف آخر حكم بالإعدام في البلد في عام 2016. |
| باربادوس                | 1984                            |                    | غ/م                              | [ 107 ] [ 108 ] [ 109 ] |
| بليز                    | 1985                            |                    | غ/م                              | . |
| بوليفيا                 | 1974                            |                    | 2013                             | ألغيت عقوبة الإعدام عن الجرائم العادية 1997. "عقوبة الإعدام غير موجودة" (المادة 15). |
| البرازيل                | 1876                            |                    | 1978 (المدنيين) غ/م (العسكريين)  | [ 112 ] [ 113 ] [ 114 ] [ 115 ] [ 116 ] |
| كندا                    | 1962 (العسكريين 1945)           |                    | 1998                             | ألغيت في عام 1976 للجرائم العادية؛ ألغيت عام 1998 للجرائم العسكرية (استخدمت آخر مرة في عام 1945). |
| تشيلي                   | 1985                            |                    | 2001 (المدنيين) غ/م (العسكريين)  | |
| كولومبيا                | 1909                            |                    | 1910                             | |
| كوستاريكا               | 1859                            |                    | 1877                             | ألغيت 1877 من قبل الدستور |
| كوبا                    | 2003                            |                    | غ/م                              | [ 119 ] |
| دومينيكا                | 1986                            |                    | غ/م                              | |
| جمهورية الدومينيكان     | 1966                            |                    | 1966                             | ألغيت في عام 1966 من قبل الدستور. |
| الإكوادور               | 1884                            |                    | 1906                             | ألغيت 1906 من الدستور |
| السلفادور               | 1973                            |                    | 1983 (مدنيين) غ/م (عسكريين)      | . |
| غرينادا                 | 1978                            |                    | غ/م                              | |
| غواتيمالا               | 2000                            |                    | غ/م                              | |
| غيانا                   | 1997                            |                    | غ/م                              | [ 122 ] |
| هايتي                   | 1972                            |                    | 1987                             | ألغيت عام 1987 بموجب الدستور. |
| هندوراس                 | 1940                            |                    | 1956                             | ألغيت عام 1956 بموجب الدستور. |
| جامايكا                 | 1988                            |                    | غ/م                              | [ 124 ] |
| المكسيك                 | 1961 – Military 1957 – Civilian |                    | 1976                             | [ 125 ] |
| نيكاراغوا               | 1930                            |                    | 1979                             | ألغيت عام 1979 بموجب الدستور |
| بنما                    | ليس قبل الاستقلال في 1903       |                    | 1903                             | ألغيت عام 1903 بموجب الدستور. |
| باراغواي                | 1928                            |                    | 1992                             | ألغيت عام 1992 بموجب الدستور |
| بيرو                    | 1979                            |                    | 1979 (مدنيين) غ/م (عسكريين)      | . |
| سانت كيتس ونيفيس        | 2008                            |                    | غ/م                              | |
| سانت لوسيا              | 1995                            |                    | غ/م                              | |
| سانت فينسنت والغرينادين | 1995                            |                    | غ/م                              | |
| سورينام                 | 1982                            |                    | 2015                             | ألغيت 2015. |
| ترينيداد وتوباغو        | 1999                            |                    | غ/م                              | [ 127 ] |
| الولايات المتحدة        | 2017                            | 20                 | غ/م                              | . |
| الأوروغواي              | 1905                            |                    | 1907                             | ألغيت بموجب "القانون رقم 3238" في 23 سبتمبر 1907 ودستور عام 1918. |
| فنزويلا                 | ليس قبل الاستقلال في 1830       |                    | 1863                             | ألغيت من قبل الدستور عام 1863 |

### آسيا والمحيط الهادي
ومن بين 57 دولة مستقلة في منطقة آسيا والمحيط الهادئ التي هي عضو في الأمم المتحدة أو دول مراقبة:
- 25 (44٪) يحافظون على عقوبة الإعدام في كل من القانون والممارسة.
- 10 (17٪) يسمحون باستخدامها للجرائم العادية، ولكن لم تستخدمها لمدة 10 سنوات على الأقل 'و' 'يعتقد أن لديها سياسة أو ممارسة ثابتة من عدم تنفيذ عمليات الإعدام، أو أنها تخضع لوقف اختياري.
- 2 (4٪) يحتفظون بها للجرائم المرتكبة في ظروف استثنائية (كما هو الحال وقت الحرب).
- 20 (35٪) ألغوا ذلك.
- في عام 2014، كان في آسيا أربعة من كبار ممارسي عقوبة الإعدام في العالم - الصين وإيران والعراق والمملكة العربية السعودية. وأحدث البلدان لإلغاء عقوبة الإعدام في منطقة آسيا والمحيط الهادئ هي؛ (2002)، وبوتان (2004)، وساموا (2004)، والفلبين (2006)، وقيرغيزستان (2007)، وأوزبكستان (2008)، وفيجي (2015)، وناورو (2016).

عمليات الإعدام في عام 2016: الصين (عدد غير معروف) وكوريا الشمالية (عدد غير معروف) وإيران (567+) والعراق (88+) والسعودية (154+) واليمن (عدد غير معروف) وأفغانستان (6) (3)، وفلسطين (3)، وماليزيا (9)، وسنغافورة (4)، وسوريا (عدد غير معروف)، وبنغلاديش (10)، وباكستان (87+)، وميانمار (2).
| البلد                    | تاريخ آخر إعدام               | إعدامات 2016  | تاريخ الإلغاء               | ملاحظات |
| ------------------------ | ----------------------------- | ------------- | --------------------------- | --- |
| أفغانستان                | 2016                          | 6             | غ/م                         | [ 133 ] |
| أستراليا                 | 1967                          |               | 1985                        | ألغيت عقوبة الإعدام في كوينزلاند في عام 1922، تسمانيا في عام 1968، الإقليم الشمالي؛ إقليم العاصمة الأسترالية والكومنولث في عام 1973، وفيكتوريا في عام 1975، وجنوب أستراليا في عام 1976، وأستراليا الغربية في عام 1984، ونيو ساوث ويلز في عام 1985. |
| البحرين                  | 2017                          |               | غ/م                         | [ 136 ] |
| بنغلاديش                 | 2017                          | 10            | غ/م                         | [ 138 ] [ 139 ] [ 140 ] [ 141 ] |
| بوتان                    | 1974                          |               | 2004                        | |
| بروناي                   | ليس قبل الاستقلال في 1984     |               | غ/م                         | . |
| كمبوديا                  | 1989                          |               | 1989                        | ألغيت في عام 1989 من قبل الدستور. |
| الصين                    | 2017                          | عدد غير معروف | غ/م                         | . هونغ كونغ و ماكاو تخضعان لولاية مختلفة من الصين وألغيت عقوبة الإعدام فيهما. |
| فيجي                     | ليس قبل الاستقلال في 1970     |               | 2015                        | آخر عملية إعدام عندما كانت مستعمرة من بريطانيا في عام 1964. تم إلغاء عقوبة الإعدام على الجرائم بموجب قانون القوات المسلحة لجمهورية فيجي في فبراير 2015. ألغيت عن جرائم أخرى 1979. |
| هونغ كونغ                | 1966                          |               | 1993                        | كان آخر استخدام في عام 1966 وألغت في عام 1993 من قبل الحكومة الاستعمارية البريطانية آنذاك. |
| الهند                    | 2015                          |               | غ/م                         | [ 151 ] |
| إيران                    | 2016                          | 4             | غ/م                         | [ 153 ] [ 154 ] |
| العراق                   | 2017                          | 567+          | غ/م                         | [ 156 ] [ 157 ] |
| العراق                   | 2017                          | 88+           | غ/م                         | [ 159 ] [ 160 ] [ 161 ] [ 162 ] [ 163 ] |
| إسرائيل                  | 1962                          |               | 1954 (مدنيين) غ/م (عسكريين) | [ 164 ] |
| اليابان                  | 2017                          | 3             | غ/م                         | |
| الأردن                   | 2017                          |               | غ/م                         | [ 167 ] [ 168 ] |
| كازاخستان                | 2003                          |               | غ/م                         | حاليا عقوبة الإعدام مقتصرة علي الإرهاب والجرائم في وقت الحرب. |
| كيريباتي                 | ليس قبل الاستقلال في 1979     |               | 1979                        | |
| الكويت                   | 2017                          |               | غ/م                         | [ 175 ] [ 176 ] |
| قيرغيزستان               | ليس قبل الاستقلال في 1991     |               | 2007                        | وقد مددت سلطات قيرغيزستان تنفيذ عمليات الإعدام كل عام منذ عام 1998. وألغاها الدستور في عام 2007 |
| لاوس                     | 1989                          |               | غ/م                         | [ 179 ] [ 180 ] |
| لبنان                    | 2004                          |               | غ/م                         | [ 182 ] [ 183 ] |
| ماكاو                    | القرن التاسع عشر              |               | 1976                        | استخدمت آخر مرة في القرن التاسع عشر وألغيت في عام 1976 عندما ألغت البرتغال عقوبة الإعدام على جميع أراضيها |
| ماليزيا                  | 2017                          | 9             | غ/م                         | [ 185 ] [ 186 ] |
| جزر المالديف             | ليس قبل الاستقلال في 1965     |               | غ/م                         | [ 187 ] [ 188 ] |
| جزر مارشال               | ليس قبل الاستقلال في 1986     |               | 1986                        | ألغيت في عام 1986 من قبل الدستور |
| ميكرونيسيا               | ليس قبل الاستقلال في 1986     |               | 1986                        | ألغيت في عام 1986 من قبل الدستور |
| منغوليا                  | 2008                          |               | 2017                        | [ 189 ] |
| ميانمار                  | 2016 (Wa state)               | 2             | غ/م                         | [ 191 ] [ 192 ] [ 193 ] |
| ناورو                    | ليس قبل الاستقلال في 1968     |               | 2016                        | [ 194 ] |
| نيبال                    | 1979                          |               | 1997                        | ألغيت في عام 1997 من قبل الدستور. |
| نيوزيلندا                | 1957                          |               | 2007                        | |
| كوريا الشمالية           | 2017                          | رقم غير معروف | غ/م                         | . |
| عمان                     | 2015                          |               | غ/م                         | [ 198 ] [ 199 ] |
| باكستان                  | 2017                          | 87+           | غ/م                         | [ 201 ] |
| بالاو                    | *لا شيء منذ الاستقلال في 1994 |               | 1994                        | |
| فلسطين                   | 2017                          | 3             | غ/م                         | [ 203 ] |
| بابوا غينيا الجديدة      | ليس قبل الاستقلال في 1975     |               | غ/م                         | [ 205 ] |
| الفلبين                  | 2000                          |               | 2006                        | [ 207 ] |
| قطر                      | 2003                          |               | غ/م                         | . |
| ساموا                    | لا شيء منذ الاستقلال في 1962  |               | 2004                        | |
| السعودية                 | 2017                          | 154+          | غ/م                         | قطع الرأس والسلاح الناري (حالات نادرة). وتنفذ المملكة العربية السعودية عمليات إعدام علنية. وتسمح القوانين باستخدام عقوبة الإعدام بالنسبة للعديد من الجرائم العنيفة التي تشمل الإرهاب والسطو المسلح وتهريب وتجارة المواد المخدرة (ذات الاستخدام غير طبي) والإغتصاب والقتل العمد (إذا لم يتنازل أهل القتيل) ويحكم بالقتل تعزيراً حال كانت الجريمة بشعة ولا ينفذ حال كان القتل بالخطأ، فضلا عن المثلية الجنسية والزنا للمتزوجين (إذا ثبت) مع أنه لن يتم تنفيذ القتل في الشذوذ والزنا إلا تحت شروط مشددة ولم تنفذ الاعدام فيها منذ عقود. |
| سنغافورة                 | 2017                          | 4             | غ/م                         | . |
| جزر سليمان               | ليس قبل الاستقلال في 1978     |               | 1978                        | |
| كوريا الجنوبية           | 1997                          |               | غ/م                         | . |
| سريلانكا                 | 1976                          |               | غ/م                         | [ 224 ] |
| سوريا                    | 2017                          | رقم غير معروف | غ/م                         | [ 226 ] [ 227 ] |
| تايوان                   | 2016                          | 1             | غ/م                         | |
| طاجيكستان                | 2004                          |               | غ/م                         | [ 228 ] |
| تايلاند                  | 2009                          |               | غ/م                         | |
| تيمور الشرقية            | ليس قبل الاستقلال في 2002     |               | 2002                        | تم تعليق عقوبة الاعدام عقب إدارة الامم المتحدة في عام 1999 عندما ما زالت مقاطعة في اندونيسيا. ألغيت بموجب الدستور 2002. |
| تونغا                    | 1982                          |               | غ/م                         | |
| تركمانستان               | 1997                          |               | 1999                        | ألغيت عام 1999 بموجب الدستور. |
| توفالو                   | ليس قبل الاستقلال في 1978     |               | 1978                        | |
| الإمارات العربية المتحدة | 2015                          |               | غ/م                         | [ 232 ] [ 233 ] |
| أوزبكستان                | 2005                          |               | 2008                        | [ 235 ] |
| فانواتو                  | ليس قبل الاستقلال في 1980     |               | 1980                        | |
| فيتنام                   | 2016                          | رقم غير معروف | غ/م                         | [ 237 ] [ 238 ] |
| اليمن                    | 2017                          | رقم غير معروف | غ/م                         | . |

### أوروبا
من بين 49 دولة مستقلة في أوروبا أعضاء في الأمم المتحدة أو لديهم الأمم المتحدة مركز المراقب:
- 1 (2 في المائة)، بيلاروس، تحتفظ بعقوبة الإعدام.
- 1 (2٪)، روسيا، هو ملغي للعقوبة من الناحية العملية.
- 47 (96٪) ألغوا ذلك.

ويعتبر إلغاء عقوبة الإعدام شرطا مسبقا لدخول الاتحاد الأوروبي الذي يعتبر عقوبة الإعدام ممارسة «قاسية وغير إنسانية».
ومنذ عام 1999، كانت بيلاروس البلد المعترف به الوحيد في أوروبا لتنفيذ عمليات الإعدام. 2009 و 2015 كانت أول سنتين تكون فيها أوروبا خالية تماما من عمليات الإعدام. وفي هذا القرن، ألغت البلدان الأوروبية التالية عقوبة الإعدام: أوكرانيا (2000) ومالطة (2000) وقبرص (2002) وتركيا (2004) واليونان (2004) ومولدوفا (2005) وألبانيا (2007) ولاتفيا).
عمليات الإعدام في أوروبا في عام 2016: بيلاروسيا (4+)
| البلد           | تاريخ آخر إعدام                            | إعدامات 2016 | تاريخ الإلغاء                           | ملاحظات |
| --------------- | ------------------------------------------ | ------------ | --------------------------------------- | --- |
| ألبانيا         | 1995                                       |              | 2007                                    | [ 249 ] |
| أندورا          | 1943                                       |              | 1990                                    | |
| أرمينيا         | ليس قبل الاستقلال في 1991                  |              | 1998                                    | ألغيت في عام 1998 من قبل الدستور. وكانت آخر عملية إعدام عندما كانت أرمينيا جزءا من اتحاد الجمهوريات الاشتراكية السوفياتية في 30 آب / أغسطس 1991. |
| النمسا          | 1950                                       |              | 1968                                    | ألغيت في زمن السلم 1950. ألغيت تماما في عام 1968 من قبل الدستور. |
| أذربيجان        | 1993                                       |              | 1998                                    | |
| روسيا البيضاء   | 2017                                       | 4+           | غ/م                                     | اطلاق الرصاص. بيلاروس هي البلد الوحيد في أوروبا التي يمارس عقوبة الإعدام. وتسمح القوانين بفرض عقوبة الإعدام على أعمال العدوان؛ وقتل ممثل لدولة أجنبية أو منظمة دولية بقصد إثارة التوتر أو الحرب على الصعيد الدولي؛ الإرهاب الدولي؛ الإبادة الجماعية. جرائم ضد أمن الإنسانية؛ القتل بظروف مشددة؛ الإرهاب؛ الأعمال الإرهابية؛ الخيانة التي تؤدي إلى خسائر في الأرواح؛ والتآمر للاستيلاء على السلطة؛ تخريب؛ قتل ضابط شرطة؛ وقتل دورية حدودية؛ استخدام أسلحة الدمار الشامل؛ وانتهاكات قوانين وأعراف الحرب. |
| بلجيكا          | 1950                                       |              | 1996                                    | كان آخر حكم بالإعدام على جرائم القانون العام في عام 1863. وكان آخر تنفيذ لارتكاب جرائم حرب في عام 1950. ألغيت عام 1996 من قبل قانون العقوبات؛ منذ عام 2005 في دستور بلجيكا. |
| البوسنة والهرسك | ليس قبل الاستقلال في 1992                  |              | 1998                                    | [ 252 ] |
| بلغاريا         | 1989                                       |              | 1998                                    | آخر عملية إعدام في بلغاريا وقعت في 4 نوفمبر 1989، قبل أيام من سقوط تودور جيفكوف، والتي بشرت نهاية النظام الشيوعي. وكان هذا هو إطلاق النار الرابع عشر على السجناء المدنيين. |
| كرواتيا         | 1987                                       |              | 1991                                    | [ 253 ] [ 254 ] [ 255 ] |
| قبرص            | 1962                                       |              | 2002                                    | تم إلغاء عقوبة الإعدام في عام 1983. ولا تزال جمهورية قبرص الشمالية غير المعترف بها تحتفظ بعقوبة الإعدام بسبب خيانة الحرب. |
| جمهورية التشيك  | ليس قبل الاستقلال في 1993                  |              | 1990                                    | آخر عملية إعدام عندما كانت جزء من تشيكوسلوفاكيا في يونيو 1989. ألغيت بعد الثورة المخملية 1990 من قبل تعديل دستور تشيكوسلوفاكيا. وبعد الاستقلال في 1 كانون الثاني / يناير 1993، حين أصبحت الجمهورية التشيكية دولة جديدة ألغت عقوبة الإعدام. |
| الدنمارك        | 1950                                       |              | 1978                                    | آخر عملية إعدام لجرائم القانون العام 1892. آخر حكم بالإعدام في جرائم الحرب 1950. نفذت عقوبة الإعدام بأثر رجعي 1945-50 للجرائم المتعلقة بالاحتلال الألماني في الحرب العالمية الثانية، وألغيت في عام 1951 وأكد الإلغاء في عام 1993. |
| إستونيا         | 1991                                       |              | 1998                                    | في استونيا، حدثت آخر عملية إعدام في 11 أيلول / سبتمبر 1991 عندما أطلق الرصاص على راين أوروست برصاصة في الرأس لجريمة القتل. |
| فنلندا          | 1944                                       |              | 1972                                    | آخر تنفيذ للغعدام في وقت السلم كان في 1825- وآخر تنفيذ في وقت الحرب في عام 1944. ألغيت عقوبة الإعدام على الجرائم المدنية في عام 1949 (تم تخفيف جميع الأحكام القائمة إلى السجن المؤبد)، ولجميع الجرائم 1972. في 1984، كانت عقوبة الإعدام محظورة صراحة في الدستور الفنلندي. |
| فرنسا           | 1977                                       |              | 1981                                    | تم إلغاء عقوبة الإعدام في البداية في عام 1795 ولكن أعيد طرحها من قبل نابليون في عام 1810. وقد أعيد إلغاؤها في القانون في عام 1981 وبموجب دستور فرنسا في عام 2007. |
| جورجيا          | 1995                                       |              | 2006                                    | ألغيت عقوبة الإعدام بالنسبة لمعظم الجرائم في عام 1997، غير أن الدستور ذكر أن للمحكمة العليا سلطة فرض عقوبة الإعدام في حالات خطيرة للغاية من "الجرائم المرتكبة ضد الحياة". وفي 27 كانون الأول / ديسمبر 2006، وقع الرئيس ميخائيل ساكاشفيلي على قانون لتعديل الدستور يلغي تماما عقوبة الإعدام في جميع الظروف. |
| ألمانيا         | 1949 (West Germany) 1981 (ألمانيا الشرقية) |              | 1949 (West Germany) 1987 (East Germany) | منعت في ألمانيا الغربية من قبل القانون الأساسي لجمهورية ألمانيا الاتحادية منذ عام 1949.حظرت السلطات العسكرية الأمريكية إعدامها في إقليم ألمانيا الغربية في عام 1956. وقد ألغت جمهورية ألمانيا الديمقراطية الآن عقوبة الإعدام في عام 1987، كان آخر حكم بالإعدام في عام 1981. |
| اليونان         | 1972                                       |              | 2004                                    | ألغيت في عام 1994 (القانون 2207/1994) باستثناء الخيانة العظمى في وقت الحرب؛ التي ألغيت تماما بالتعديل الدستوري لعام 2001 ثم بموافقة البرلمان اليوناني على التصديق على البروتوكول رقم 13 المتعلق بإلغاء عقوبة الإعدام في جميع الظروف في تشرين الثاني / نوفمبر 2004. |
| المجر           | 1988                                       |              | 1990                                    | ألغيت عقوبة الإعدام في عام 1990 وكان آخر حكم بالإعدام علي فاداس إرنو في 14 تموز / يوليه 1988 بتهمة القتل. |
| آيسلندا         | ليس قبل الاستقلال في 1944                  |              | 1928                                    | آخر تنفيذ للإعدام كان في عام 1830 عندما كانت مستعمرة من الدنمارك. ألغيت في عام 1928. |
| جمهورية أيرلندا | 1954                                       |              | 1990                                    | ألغيت لمعظم جرائم القتل في عام 1964، وبقية الجرائم في عام 1990. |
| إيطاليا         | 1947                                       |              | 1948                                    | في 30 نوفمبر 1786 أصبحت دوقية توسكانا (التي كانت مستقلة آنذاك، وهي الآن جزء من إيطاليا) أول دولة في العصر الحديث تلغي عقوبة الإعدام تماما. وقد ألغت جمهورية رومانيا التى استمرت فترة قصيرة من فبراير / شباط 1849 عقوبة الإعدام قبل الإطاحة بها من قبل القوات الفرنسية. عندما تأسست مملكة إيطاليا في عام 1861، سمحت جميع الدول التأسيسية باستثناء توسكانا بعقوبة الإعدام إلى أن ألغيت من قانون العقوبات في عام 1889، على الرغم من أنها ظلت تحت القانون العسكري والاستعماري. في عام 1926 أعاد موسوليني تطبيق عقوبة الإعدام في القانون الإيطالي. وقد أعيد إلغاؤها من قانون العقوبات في عام 1944. ولا تزال عقوبة الإعدام سارية رسميا في إيطاليا في قانون العقوبات العسكري. تم تغيير المادة 27 من الدستور الإيطالي، في عام 2007، لعرقلة إعادة تطبيق عقوبة الإعدام في وقت الحرب أيضا. |
| لاتفيا          | 1996                                       |              | 2012                                    | إلغاء عقوبة الإعدام في جرائم السلم لعام 1999. ألغيت لجميع الجرائم عام 2012. |
| ليختنشتاين      | 1785                                       |              | 1987                                    | |
| ليتوانيا        | 1995                                       |              | 1998                                    | |
| لوكسمبورغ       | 1949                                       |              | 1979                                    | ألغيت بموجب الدستور 1979 |
| مقدونيا         | ليس قبل الاستقلال في 1991                  |              | 1991                                    | آخر عملية إعدام عندما كانت جزء من يوغوسلافيا في عام 1988. ألغيت بموجب الدستور 1991. |
| مالطا           | ليس قبل الاستقلال في 1964                  |              | 2000                                    | آخر عملية إعدام عندما كانت مستعمرة بريطانيا في عام 1943. عقوبة الإعدام للقتل ألغيت في عام 1971. |
| مولدافيا        | ليس قبل الاستقلال في 1991                  |              | 2005                                    | [ 262 ] |
| موناكو          | 1847                                       |              | 1962                                    | ألغيت بموجب الدستور 1962 |
| الجبل الأسود    | ليس قبل الاستقلال في 2006                  |              | 1995                                    | |
| هولندا          | 1952                                       |              | 1982                                    | [ 263 ] |
| النرويج         | 1948                                       |              | 1979                                    | ألغيت من أجل جرائم السلم في عام 1902، آخر حكم بالإعدام في جرائم السلم 1876. آخر عمليات الإعدام لمرتكبي جرائم الحرب أجريت على 37 رجلا أدينوا بالخيانة أو جرائم الحرب في الحرب العالمية الثانية في 1945-1948. |
| بولندا          | 1988                                       |              | 1997                                    | |
| البرتغال        | 1846                                       |              | 1976                                    | . |
| رومانيا         | 1989                                       |              | 1990                                    | كان آخر الأشخاص الذين أدينوا وأعدموا في رومانيا الدكتاتور السابق نيكولاي سيوسيسكو وزوجته إلينا إيلوس سيوسيسكو، بعد الثورة الرومانية في 1989. وتراوحت اتهاماتهم بين جرائم ضد الإنسانية والخيانة العظمى. ألغيت في عام 1990 وحظرها الدستور في عام 1991. |
| روسيا           | 1996 (mainland Russia) 1999 (Chechnya)     |              | 2009                                    | [ 268 ] |
| سان مارينو      | 1468                                       |              | 1865                                    | قد ألغيت عقوبة الإعدام بالنسبة للجرائم المدنية في عام 1848. ألغيت عقوبة الإعدام تماما بالنسبة لجميع الجرائم في عام 1865. |
| صربيا           | ليس قبل الاستقلال في 2006                  |              | 1995                                    | آخر عملية إعدام عندما كانت جزء من يوغوسلافيا في عام 1992. عقوبة الإعدام ألغيت من قبل جمهورية يوغوسلافيا الاتحادية في عام 1995. عندما أصبحت صربيا مستقلة في عام 2006 ألغت عقوبة الإعدام. |
| سلوفاكيا        | ليس قبل الاستقلال في 1993                  |              | 1990                                    | آخر عملية إعدام عندما كانت جزء من تشيكوسلوفاكيا في عام 1989. ألغيت 1990 بالدستور. |
| سلوفينيا        | ليس قبل الاستقلال في 1991                  |              | 1991                                    | آخر عملية إعدام عندما كانت جزء من يوغوسلافيا في عام 1959. ألغيت في جمهورية يوغوسلافيا السلوفينية 1989 بالدستور. وبعد إعلان الاستقلال في عام 1991، أخلت سلوفينيا نفسها عن ولاية قوانين يوغوسلافيا الاتحادية المتعلقة بالإعدام. |
| إسبانيا         | 1975                                       |              | 1995                                    | [ 269 ] |
| السويد          | 1910                                       |              | 1973                                    | |
| سويسرا          | 1944                                       |              | 1992                                    | ألغيت عقوبة الإعدام في عام 1874، لكنها أعيدت في عام 1879. كانت تمارس من قبل عدد قليل من الكانتونات (تسعة حالات إعدام حتى 1940). ألغيت بالاقتراع الشعبي في عام 1938، باستثناء الجرائم العسكرية في زمن الحرب، والتي ألغيت في عام 1992. يحظرها دستور 1999. |
| سويسرا          | 1984                                       |              | 2004                                    | [ 270 ] |
| أوكرانيا        | 1997                                       |              | 2000                                    | [ 274 ] [ 275 ] |
| المملكة المتحدة | 1977 (برمودا) 1964 (المملكة المتحدة)       |              | 1965 (UK) 2006 (Jersey)                 | كانت آخر عملية إعدام في المملكة المتحدة في عام 1964. آخر عملية إعدام في إقليم ما وراء البحار البريطاني وقعت في برمودا في عام 1977. ألغيت للقتل في عام 1969 في بريطانيا العظمى و 1973 في ايرلندا الشمالية. ألغيت لجميع الجرائم المتبقية (الخيانة العظمى والقرصنة مع العنف والجرائم الخاضعة للولاية العسكرية) في المملكة المتحدة في عام 1998. كانت آخر ولاية بريطانية لإلغاء عقوبة الإعدام تماما هي جيرسي في 10 ديسمبر 2006. |
| الفاتيكان       | 1870                                       |              | 1969                                    | |

## التسلسل الزمني للإلغاء
يسرد الجدول التالي ترتيبا زمنيا للدول المستقلة ال 102، التي هي إما أعضاء في الأمم المتحدة أو لديها مركز المراقب لدى الأمم المتحدة، والتي ألغت عقوبة الإعدام تماما. في السنوات المائة التي أعقبت إلغاء فنزويلا لعقوبة الإعدام في عام 1863، لم يتبعها سوى 10 بلدان أخرى، دون احتساب حالات الإلغاء المؤقت التي عكست فيما بعد. منذ 1960 فصاعدا أصبح الإلغاء أكثر شعبية بكثير. ألغت 4 بلدان عقوبة الإعدام في الستينات، و 11 في السبعينات، و 10 أخرى في الثمانينات. بعد نهاية الحرب الباردة، زاد معدل الإلغاء بشكل كبير. ألغت 35 بلدا عقوبة الإعدام في التسعينات، و 23 بلدا آخر في العقد الأول من القرن الحادي والعشرين. ومنذ عام 1985، لم يكن هناك سوى خمس سنوات لم تلغ فيها أي بلد عقوبة الإعدام: 1988 و 2003 و 2011 و 2013 و 2014.
| تاريخ الإلغاء | البلد                                                                                             | عدد البلدان في العام | المجموع |
| ------------- | ------------------------------------------------------------------------------------------------- | -------------------- | ------- |
| 1863          | فنزويلا                                                                                           | 1                    | 1       |
| 1865          | سان مارينو                                                                                        | 1                    | 2       |
| 1877          | كوستاريكا                                                                                         | 1                    | 3       |
| 1903          | بنما                                                                                              | 1                    | 4       |
| 1906          | الإكوادور                                                                                         | 1                    | 5       |
| 1907          | الأوروغواي                                                                                        | 1                    | 6       |
| 1910          | كولومبيا                                                                                          | 1                    | 7       |
| 1928          | آيسلندا                                                                                           | 1                    | 8       |
| 1948          | إيطاليا                                                                                           | 1                    | 9       |
| 1949          | ألمانيا                                                                                           | 1                    | 10      |
| 1956          | هندوراس                                                                                           | 1                    | 11      |
| 1962          | موناكو                                                                                            | 1                    | 12      |
| 1966          | جمهورية الدومينيكان                                                                               | 1                    | 13      |
| 1968          | النمسا                                                                                            | 1                    | 14      |
| 1969          | الفاتيكان                                                                                         | 1                    | 15      |
| 1972          | فنلندا                                                                                            | 1                    | 16      |
| 1973          | السويد                                                                                            | 1                    | 17      |
| 1976          | البرتغال                                                                                          | 1                    | 18      |
| 1978          | الدنمارك جزر سليمان توفالو                                                                        | 3                    | 21      |
| 1979          | كيريباتي لوكسمبورغ نيكاراغوا النرويج                                                              | 4                    | 25      |
| 1980          | فانواتو                                                                                           | 1                    | 26      |
| 1981          | الرأس الأخضر فرنسا                                                                                | 2                    | 28      |
| 1982          | هولندا                                                                                            | 1                    | 29      |
| 1985          | أستراليا                                                                                          | 1                    | 30      |
| 1986          | جزر مارشال ميكرونيسيا                                                                             | 2                    | 32      |
| 1987          | هايتي ليختنشتاين                                                                                  | 2                    | 34      |
| 1989          | كمبوديا                                                                                           | 1                    | 35      |
| 1990          | أندورا جمهورية التشيك+ سلوفاكيا المجر جمهورية أيرلندا · موزمبيق ناميبيا رومانيا ساو تومي وبرينسيب | 9                    | 44      |
| 1991          | كرواتيا مقدونيا سلوفينيا                                                                          | 3                    | 47      |
| 1992          | أنغولا باراغواي سويسرا                                                                            | 3                    | 50      |
| 1993          | غينيا بيساو سيشل                                                                                  | 2                    | 52      |
| 1994          | بالاو                                                                                             | 1                    | 53      |
| 1995          | جيبوتي موريشيوس جنوب إفريقيا إسبانيا صربيا الجبل الأسود                                           | 6                    | 59      |
| 1996          | بلجيكا                                                                                            | 1                    | 60      |
| 1997          | نيبال بولندا                                                                                      | 2                    | 62      |
| 1998          | أرمينيا أذربيجان البوسنة والهرسك بلغاريا كندا إستونيا ليتوانيا المملكة المتحدة                    | 8                    | 70      |
| 1999          | تركمانستان                                                                                        | 1                    | 71      |
| 2000          | ساحل العاج مالطا أوكرانيا                                                                         | 3                    | 74      |
| 2002          | قبرص تيمور الشرقية                                                                                | 2                    | 76      |
| 2004          | بوتان اليونان ساموا السنغال تركيا                                                                 | 5                    | 81      |
| 2005          | المكسيك مولدوفا                                                                                   | 2                    | 83      |
| 2006          | جورجيا الفلبين                                                                                    | 2                    | 85      |
| 2007          | ألبانيا قرغيزستان نيوزيلندا رواندا                                                                | 4                    | 89      |
| 2008          | أوزبكستان                                                                                         | 1                    | 90      |
| 2009          | الأرجنتين بوليفيا بوروندي توغو                                                                    | 4                    | 94      |
| 2010          | الغابون                                                                                           | 1                    | 95      |
| 2012          | لاتفيا                                                                                            | 1                    | 96      |
| 2015          | الكونغو فيجي مدغشقر سورينام                                                                       | 4                    | 100     |
| 2016          | بنين ناورو                                                                                        | 2                    | 102     |
| 2017          | منغوليا                                                                                           | 1                    | 103     |

## عقوبة الإعدام بالنسبة للجرائم غير العنيفة

### الزنا
أفغانستان، بروني، إيران، ملديف، موريتانيا، نيجيريا، باكستان، المملكة العربية السعودية، الصومال، الإمارات العربية المتحدة، اليمن

### الردة والكفر

عقوبة الإعدام للارتداد

الردة: أفغانستان، بروني، إيران، العراق، الكويت، ملديف، موريتانيا، قطر، المملكة العربية السعودية، الصومال، السودان، الإمارات العربية المتحدة، اليمن
الكفر: أفغانستان وبروني وإيران وموريتانيا ونيجيريا وباكستان وقطر والصومال والإمارات العربية المتحدة واليمن

### الفساد
الصين (ليس في هونغ كونغ وماكاو)، وكوبا، وإندونيسيا (بعض أعمال الفساد التي تضر الاقتصاد الوطني)، وإيران، والمغرب، وتايلاند (الرشوة)، وفيتنام (الرشوة)

### تهريب المخدرات

عقوبة الإعدام على الاتجار بالمخدرات

البحرين، بنغلاديش، وبروناي، والصين (ليس في هونغ كونغ وماكاو) وكوبا وجمهورية الكونغو الديمقراطية (فقط في وقت الحرب)، ومصر، وغواتيمالا، والهند، وإندونيسيا، وإيران، والعراق والأردن والكويت ولاوس وليبيا وماليزيا وميانمار وكوريا الشمالية وعمان وقطر وباكستان والمملكة العربية السعودية وسنغافورة وكوريا الجنوبية وجنوب السودان، وسريلانكا، والسودان، وسوريا، وتايوان، وتايلاند، والإمارات العربية المتحدة، والولايات المتحدة (فقط تحت ظروف معينة)، وفيتنام، واليمن

### التجسس
أفغانستان، الجزائر، البحرين، بنغلاديش، بربادوس، بوتسوانا، بوركينا فاسو، الكاميرون، جمهورية أفريقيا الوسطى، الصين (ليس في هونغ كونغ وماكاو)، كوبا، جمهورية الكونغو الديمقراطية، مصر، غينيا الاستوائية، إثيوبيا وإندونيسيا وغواتيمالا والهند وإندونيسيا وإيران والعراق والأردن والكويت ولاوس ولبنان وليبيريا وليبيا ومالي وموريتانيا والمغرب والنيجر وكوريا الشمالية وعمان وباكستان وفلسطين وبيرو وقطر والمملكة العربية السعودية والصومال، كوريا الجنوبية، السودان، سوريا، تايلاند، الإمارات العربية المتحدة، الولايات المتحدة، فيتنام، اليمن

### الخداع
الصين، وفيتنام

### المثلية

القوانين المتعلقة بالمثلية (الأحمر الداكن هو عقوبة الإعدام)

أفغانستان، بروني، إيران، موريتانيا، نيجيريا، باكستان،اليمن،السعودية

### شهادة الزور والخيانة
شهادة الزور تسببت في إعدام شخص بريء: 'أفغانستان والجزائر والبحرين وبنغلاديش وبروناي وجمهورية أفريقيا الوسطى ومصر والهند وإيران، والكويت وماليزيا وموريتانيا والمغرب وميانمار والنيجر ونيجيريا وعمان وباكستان وقطر وسنغافورة وجنوب السودان وسري لانكا والسودان والإمارات العربية المتحدة وبعض الولايات الأمريكية (مثل كاليفورنيا) واليمن
خيانة الوطن: أفغانستان والجزائر وأنتيغوا وبربودا وجزر البهاما والبحرين، وبنغلاديش وبربادوس وبيلاروس وبليز وبوتسوانا وبروني وبوركينا فاصو والكاميرون ووسط أفريقيا، وجمهورية كوريا الشعبية الديمقراطية والصين وغيانا وغينيا وغرينادا وغواتيمالا وغينيا وغيانا والهند وإندونيسيا وغينيا وغينيا وغينيا الاستوائية والكاميرون وغانا وغينيا وغينيا وغينيا، وإيران، والعراق، وإسرائيل، واليابان، والأردن، وكينيا، والكويت، ولاوس، ولبنان، وليسوتو، وليبيريا، وليبيا، وماليزيا ومالي وموريتانيا والمغرب وميانمار.
اما الخيانة العظمى: النيجر ونيجيريا وكوريا الشمالية وعمان وباكستان وفلسطين وبابوا غينيا الجديدة وبيرو وقطر وسانت كيتس ونيفيس وسانت لوسيا، وسانت فنسنت وجزر غرينادين، والسعودية، وسيراليون، وسنغافورة، والصومال، وكوريا الجنوبية، وجنوب السودان وسريلانكا والسودان وسوازيلند وسوريا وتايوان وتنزانيا وتايلاند، وتونغا، وترينيداد وتوباغو، وأوغندا، والإمارات العربية المتحدة، والولايات المتحدة.

### الدعارة
بنغلاديش («البغاء القسري فقط»)، والصين («البغاء القسري فقط، وليس في هونغ كونغ وماكاو») وكوبا («بغاء الأطفال») وكوريا الشمالية والسودان واليمن

### السحر
السعودية

### السرقة
أفغانستان، بوركينا فاسو، إيران ، العراق، كوريا الشمالية، سوريا

### البهيمية
بروني، إيران، النيجر، نيجيريا، قطر، المملكة العربية السعودية، الإمارات العربية المتحدة